# Grup d'Atenció a la Víctima
Els Grups d'Atenció a la Víctima, o GAV, són uns equips de treball que hi ha a totes i cadascuna de les comissaries dels Mossos d'Esquadra per tal d'oferir un servei ràpid i confidencial a les dones i infants víctimes de la violència de gènere. En cas d'emergència cal trucar al telèfon 112 que comunicarà immediatament amb la dotació policial que caigui més a prop (tant de mossos com de policia local).

## Funcions

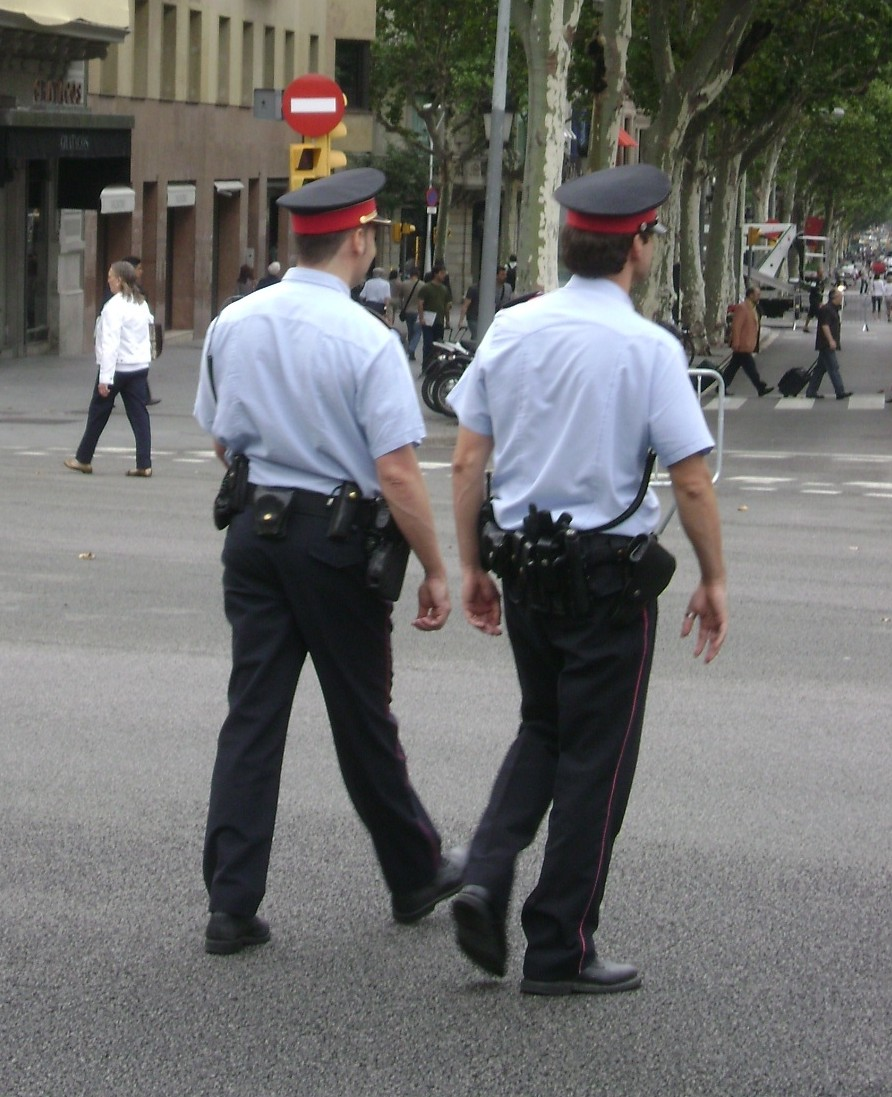
Patrulla de mossos. Les patrulles responen immediatament en cas d'emergència si es truca al 112.

En general les funcions que desenvolupen els GAV són:
- Recollir les declaracions de les víctimes i, en cas que elles ho vulguin, tramitar la denúncia.[2][3] Es tramiti o no una denúncia, la policia té el deure d'informar el jutjat que s'ha produït aquell maltractament.
- Informar les víctimes de tots els drets que tenen com a persones perjudicades.
- Posar la víctima en contacte amb els serveis socials (o algunes associacions equivalents) les quals la poden ajudar a trobar un allotjament temporal, l'assessoraran jurídicament i procuraran aconseguir-li una ajuda econòmica.
- Preocupar-se per la seguretat de la víctima quan surti de la comissaria: si s'escau derivar-la a un hospital o assegurar-se que s'allotjarà a casa dels familiars o amics.
- En cas que es faci denúncia, si és necessari el GAV procurarà buscar proves i testimonis per elaborar les diligències policials i lliurar-les immediatament als jutjats. Si els fets són greus detindran el maltractador.
- Fer un seguiment i contacte amb les víctimes (i fins i tot els seus amics) que gaudeixen d'una prohibició d'apropament i les assessoren en tècniques d'autoprotecció. Poden oferir a les víctimes un telèfon mòbil amb GPS per ser localitzables. Si detecten que el maltractador ha trencat la prohibició d'apropar-s'hi obren noves diligències judicials contra ell que poden acabar en presó.

Un cop a la comissaria si una víctima finalment es decideix a posar una denúncia per maltractaments de gènere pot demanar la presència a la comissaria d'un advocat per assessorar-se tant a nivell civil com a nivell penal. En una denúncia per violència de gènere caldrà fer constar: l'últim maltractament rebut, altres maltractaments rebuts en el passat, si vol rebre protecció, si té fills i si aquests fills han presenciat els maltractaments.
En menys de 24 hores els serveis socials (avisats pels Mossos) es posaran en contacte amb la víctima per tal d'oferir-li una casa d'acollida i altres serveis.
Cal diferenciar entre una ordre d'allunyament i una ordre de protecció. La primera consisteix només en la prohibició que el maltractador s'acosti a la víctima. La protecció, en canvi, és també una ordre d'allunyament que inclou a més a més diverses mesures civils: es regula el règim de visites, el règim de guàrdia i custòdia, el règim de potestat, la manutenció... per un temps de 30 dies.

### Els resultats d'un judici per violència de gènere
La violència de gènere és considerada una prioritat i en general el judici es fa al cap d'una setmana d'haver presentat la denúncia (en algun cas que cal fer una investigació policial per confirmar els fets pot passar quinze dies o un mes). Habitualment els jutjats emeten contra el maltractador una prohibició d'apropament a la víctima (i fins i tot també una prohibició de comunicar-s'hi) especificant la prohibició d'acostar-se al domicili familiar, el lloc de treball de la víctima i altres llocs on ella pugui anar. També poden decretar-ne la presó i, si tenen llicència d'armes, retirar-li. A més a més és habitual que els maltractadors hagin d'assistir a programes de rehabilitació.

## Funcionament d'un GAV
Els GAV dels Mossos d'Esquadra són organismes policials presents a totes les comissaries, tenen el rang de grup i el seu cap acostuma a ser un o una caporal. Estan enquadrats orgànicament dins dels Grups Regionals d'Atenció a la Víctima, (els quals, al seu torn, estan enquadrats dins de les Unitats Regionals de Proximitat i Atenció al Ciutadà (URPAC)), però qui centralitza tota la informació catalana d'ordres de protecció a dones maltractades, matrimonis forçats i fins i tot de mutilacions genitals és un únic organisme central: el Grup d'Atenció a la Víctima - UCPAC.